# Alauddin Riayat Shah di Pahang
Paduka Sri Sultan Alauddin Riayat Shah ibni al-Marhum Sultan Abdul Ghafur Muhiuddin Shah (fl. XVI-XVII secolo) è stato sultano di Pahang dal 1614 al 1615.

## Biografia
Figlio secondogenito del sultano Abdul Ghafur Muhiuddin Shah, ascese al trono dopo aver ucciso suo il genitore e il fratello maggiore, l'erede apparente Raja Abdullah. Il suo nome è identificato sulla base della recente scoperta di un trattato con il suo sigillo allegato custodito nell'Archivio nazionale Torre do Tombo a Lisbona. Questo documento afferma che entrò in relazioni convenzionali con la Malacca portoghese il 16 agosto 1614. Fino ad allora, il suo nome era sconosciuto agli storici. Il sigillo è il più antico esemplare esistente noto della penisola malese.
Nel 1615, il sultanato di Aceh governato da Iskandar Muda invase il Pahang, costringendo Alauddin Riayat Shah a ritirarsi nelle zone interne. Egli tuttavia, continuò a esercitare alcuni poteri di governo e affrontò diversi ulteriori attacchi da parte dell'Aceh nel 1617, nel 1635 e nel 1638. In quell'anno subì un attacco anche dalle forze del sultanato di Johor. Il suo regno è però considerato ufficialmente concluso dopo l'ascesa al trono del Pahang di un lontano parente, Raja Bujang avvenuta nel 1615.
Raja Bujang, che regnò con il nome di Abdul Jalil Shah, fu infine deposto nell'invasione nel 1617 dal Sultanato di Aceh ma nel 1623 riconquistò la corona del Pahang e divenne sultano di Johor dopo la morte di suo zio, Abdullah Ma'ayat Shah. Questo evento portò all'unione delle corone di Pahang e Johor e all'istituzione formale dell'impero di Johor.